# Entalinopsis stellata
Entalinopsis stellata är en blötdjursart som beskrevs av Victor Scarabino 1995. Entalinopsis stellata ingår i släktet Entalinopsis och familjen Entalinidae. Inga underarter finns listade i Catalogue of Life.